# Zalaszentgrót (distrikt)
Zalaszentgrót är ett distrikt i Ungern. Det ligger i provinsen Zala, i den västra delen av landet, 160 km väster om huvudstaden Budapest.